# Yosef Eliyahu Henkin
Pour les articles homonymes, voir Henkin.
Yosef Eliyahu Henkin, né en 1881 à Klimavitchy, dans l'Empire russe, aujourd'hui en Biélorussie et mort le 12 août 1973 dans le Lower East Side de Manhattan, New York, est un rabbin haredi américain d'origine russe, connu comme une autorité halakhique (droit juif).

## Biographie
Yosef Eliyahu Henkin,, est né en 1881 à Klimavitchy, dans l'Empire russe, aujourd'hui en Biélorussie.

## Œuvres
- (he) Sefer Purishei Ibra, 2007[4]